# Llista de monuments de l'Alt Palància
Llista de monuments de l'Alt Palància inscrits en l'Inventari General del Patrimoni Cultural Valencià per la comarca de l'Alt Palància. Inclou els monuments declarats com a béns d'interés cultural (BIC), classificats com a béns immobles sota la categoria de monuments (realitzacions arquitectòniques o d'enginyeria, i obres d'escultura colossal), i els monuments declarats com a Béns immobles de rellevància local (BRL). Estan inscrits en l'Inventari General del Patrimoni Cultural Valencià, en les seccions 1a i 2a respectivament.

## Algímia d'Almonesir
| Monument                                  | Prot.? | Estil/època           | Localització                                          | Coordenades                                          | Codi?         | Imatge |
| ----------------------------------------- | ------ | --------------------- | ----------------------------------------------------- | ---------------------------------------------------- | ------------- | --- |
| Torre de l'Alfàndiga                      | BIC    | Arquitectura medieval | Algímia d'Almonesir A uns 2 km a l'est de la població | 39° 54′ 50″ N, 0° 25′ 34″ O / 39.91394°N,0.42622°O   | RI-51-0010976 | Torre de l'Alfàndiga (Algímia d'Almonesir) · Vegeu més fotos d'aquest monument · Carregueu una nova foto d'aquest monument                      |
| Església parroquial de Sant Joan Baptista | BRL    |                       | Algímia d'Almonesir                                   | 39° 54′ 53″ N, 0° 26′ 32″ O / 39.914600°N,0.442146°O | 12.07.008-001 | Església parroquial de Sant Joan Baptista (Algímia d'Almonesir) · Vegeu més fotos d'aquest monument · Carregueu una nova foto d'aquest monument |

## Almedíxer
| Monument                                          | Prot.? | Estil/època | Localització                                   | Coordenades                                          | Codi?         | Imatge |
| ------------------------------------------------- | ------ | ----------- | ---------------------------------------------- | ---------------------------------------------------- | ------------- | --- |
| Castell del Mont de la Rodana                     | BIC    |             | Almedíxer Serra d'Espadà                       | 39° 53′ 45″ N, 0° 25′ 15″ O / 39.895960°N,0.420937°O | RI-51-0011218 | Carregueu una nova foto d'aquest monument |
| El Castillet                                      | BIC    |             | Almedíxer Turó a uns 200 metres de la població | 39° 52′ 29″ N, 0° 24′ 18″ O / 39.8746°N,0.405119°O   | RI-51-0011217 | Carregueu una nova foto d'aquest monument |
| Església parroquial de Nostra Senyora dels Àngels | BRL    |             | Almedíxer Pl. de l'Església                    | 39° 52′ 19″ N, 0° 24′ 34″ O / 39.871968°N,0.409530°O | 12.07.010-001 | Església parroquial de Nostra Senyora dels Àngels (Almedíxer) · Vegeu més fotos d'aquest monument · Carregueu una nova foto d'aquest monument |

## Altura
| Monument                                    | Prot.? | Estil/època                  | Localització                    | Coordenades                                               | Codi?         | Imatge |
| ------------------------------------------- | ------ | ---------------------------- | ------------------------------- | --------------------------------------------------------- | ------------- | --- |
| Cartoixa de Valldecrist                     | BIC    | Gòtic - Barroc S.XIV; S.XVII | Altura A 1 km de la població    | 39° 50′ 27″ N, 0° 30′ 29″ O / 39.840817°N,0.508001°O      | RI-51-0011352 | Cartoixa de Valldecrist (Altura) · Vegeu més fotos d'aquest monument · Carregueu una nova foto d'aquest monument                     |
| Recinte emmurallat d'Altura                 | BIC    |                              | Altura Al centre de la població | 39° 51′ 04″ N, 0° 30′ 34″ O / 39.851092°N,0.509427°O      | RI-51-0011350 | Recinte emmurallat d'Altura · Vegeu més fotos d'aquest monument · Carregueu una nova foto d'aquest monument                          |
| Masia fortificada de Cucalón                | BIC    |                              | Altura Prop del poble           | 39° 47′ 23″ N, 0° 38′ 09″ O / 39.789740°N,0.635919°O      | 12.07.012-009 | Carregueu una nova foto d'aquest monument                                                                                            |
| Masia fortificada de San Juan               | BIC    |                              | Altura En el camí a Gàtova      | 39° 50′ 03″ N, 0° 30′ 32″ O / 39.834075°N,0.508758333°O   | 12.07.012-010 | Carregueu una nova foto d'aquest monument                                                                                            |
| Antiga església de Sant Miquel Arcàngel     | BRL    |                              | Altura C. Sant Vicent, 37       | 39° 51′ 04″ N, 0° 30′ 37″ O / 39.851090°N,0.510164°O      | 12.07.012-006 | Antiga església de Sant Miquel Arcàngel (Altura) · Vegeu més fotos d'aquest monument · Carregueu una nova foto d'aquest monument     |
| Ermita de la Concepció                      | BRL    |                              | Altura                          | 39° 51′ 05″ N, 0° 30′ 24″ O / 39.85138889°N,0.506666667°O | 12.07.012-002 | Ermita de la Concepció (Altura) · Vegeu més fotos d'aquest monument · Carregueu una nova foto d'aquest monument                      |
| Ermita de Santa Bàrbara                     | BRL    |                              | Altura Partida de Santa Bàrbara | 39° 51′ 14″ N, 0° 31′ 25″ O / 39.853834°N,0.523696°O      | 12.07.012-004 | Carregueu una nova foto d'aquest monument                                                                                            |
| Església parroquial de Sant Miquel Arcàngel | BRL    |                              | Altura Pl. de Sant Miquel, 20   | 39° 51′ 03″ N, 0° 30′ 37″ O / 39.850966°N,0.510269°O      | 12.07.012-003 | Església parroquial de Sant Miquel Arcàngel (Altura) · Vegeu més fotos d'aquest monument · Carregueu una nova foto d'aquest monument |
| Santuari de la Cova Santa                   | BRL    |                              | Altura Partida de la Cova Santa | 39° 50′ 33″ N, 0° 36′ 50″ O / 39.8425°N,0.613889°O        | 12.07.012-001 | Santuari de la Cova Santa (Altura) · Vegeu més fotos d'aquest monument · Carregueu una nova foto d'aquest monument                   |

## Assuévar
| Monument                          | Prot.? | Estil/època           | Localització                                      | Coordenades                                           | Codi?         | Imatge |
| --------------------------------- | ------ | --------------------- | ------------------------------------------------- | ----------------------------------------------------- | ------------- | --- |
| Castell                           | BIC    | Arquitectura islàmica | Assuévar Sobre la muntanya que domina la població | 39° 50′ 12″ N, 0° 22′ 01″ O / 39.836667°N,0.367083°O  | RI-51-0011565 | Castell (Assuévar) · Vegeu més fotos d'aquest monument · Carregueu una nova foto d'aquest monument                           |
| Poblat de la Penya Ajuerà         | BIC    |                       | Assuévar                                          | 39° 48′ 58″ N, 0° 20′ 01″ O / 39.815976°N,.33353300°O | 12.07.018-006 | Carregueu una nova foto d'aquest monument                                                                                    |
| Església parroquial de Sant Mateu | BRL    |                       | Assuévar Pl. de l'Església                        | 39° 50′ 05″ N, 0° 22′ 03″ O / 39.834798°N,0.367570°O  | 12.07.018-001 | Església parroquial de Sant Mateu (Assuévar) · Vegeu més fotos d'aquest monument · Carregueu una nova foto d'aquest monument |
| Nucli històric tradicional        | BRL    |                       | Assuévar                                          | 39° 50′ 05″ N, 0° 22′ 07″ O / 39.834722°N,0.368611°O  | 12.07.018-005 | Nucli històric tradicional (Assuévar) · Carregueu una nova foto d'aquest monument                                            |

## Barraques
| Monument                         | Prot.?        | Estil/època    | Localització             | Coordenades                                          | Codi?         | Imatge |
| -------------------------------- | ------------- | -------------- | ------------------------ | ---------------------------------------------------- | ------------- | --- |
| Ermita de Sant Roc               | BRL           | S.XX (1937)    | Barraques C. Sant Roc, 3 | 40° 00′ 58″ N, 0° 41′ 38″ O / 40.016194°N,0.693812°O | 12.07.020-002 | Carregueu una nova foto d'aquest monument                                                                                    |
| Església parroquial de Sant Pere | BRL           | S.XVI; S.XVIII | Barraques C. Teruel, 9   | 40° 01′ 04″ N, 0° 41′ 54″ O / 40.017722°N,0.698383°O | 12.07.020-001 | Església parroquial de Sant Pere (Barraques) · Vegeu més fotos d'aquest monument · Carregueu una nova foto d'aquest monument |
| Font de Sant Pere                | BRL etnològic | S.XVI (1576)   | Barraques C. Fuente      | 40° 01′ 02″ N, 0° 41′ 52″ O / 40.017222°N,0.697778°O | 12.07.020-009 | Carregueu una nova foto d'aquest monument                                                                                    |

## Begís
| Monument                                          | Prot.?        | Estil/època                                          | Localització                                                      | Coordenades                                              | Codi?         | Imatge |
| ------------------------------------------------- | ------------- | ---------------------------------------------------- | ----------------------------------------------------------------- | -------------------------------------------------------- | ------------- | --- |
| Aqüeducte dels Arcs                               | BIC           | Arquitectura clàssica                                | Begís Als afores a la cruïlla d'on surt la carretera cap a Arteas | 39° 54′ 35″ N, 0° 42′ 42″ O / 39.909749°N,0.711773°O     | RI-51-0004870 | Aqüeducte dels Arcs (Begís) · Carregueu una nova foto d'aquest monument                                                                   |
| Castell de l'Orde de Calatrava                    | BIC           | Arquitectura islàmica - Arquitectura medieval S.XIII | Begís Turó a la part més alta de la població                      | 39° 54′ 33″ N, 0° 42′ 36″ O / 39.909111°N,0.710029°O     | RI-51-0009597 | Castell de l'Ordre de Calatrava (Begís) · Vegeu més fotos d'aquest monument · Carregueu una nova foto d'aquest monument                   |
| Església parroquial de Nostra Senyora dels Àngels | BRL           | S.XVI; X.VII; S.XVIII                                | Begís C. Caballeros                                               | 39° 54′ 35″ N, 0° 42′ 31″ O / 39.909722°N,0.708611°O     | 12.07.022-001 | Església parroquial de Nostra Senyora dels Àngels (Begís) · Vegeu més fotos d'aquest monument · Carregueu una nova foto d'aquest monument |
| Ermita de Loreto                                  | BRL           | S.XVIII                                              | Begís Pl. de Loreto                                               | 39° 54′ 35″ N, 0° 42′ 29″ O / 39.909722°N,0.708056°O     | 12.07.022-002 | Ermita de Loreto (Begís) · Vegeu més fotos d'aquest monument · Carregueu una nova foto d'aquest monument                                  |
| Ermita de Sant Joan, o Ermita d'Arteas de Abajo   | BRL           |                                                      | Begís                                                             | 39° 54′ 10″ N, 0° 44′ 43″ O / 39.902778°N,0.745278°O     | 12.07.022-003 | Carregueu una nova foto d'aquest monument                                                                                                 |
| Aqüeducte de la Patrosa                           | BRL etnològic |                                                      | Begís                                                             | 39° 55′ 27″ N, 0° 42′ 53″ O / 39.92406543°N,0.71479764°O | 12.07.022-007 | Carregueu una nova foto d'aquest monument                                                                                                 |
| Molí de l'Infant                                  | BRL etnològic |                                                      | Begís                                                             | 39° 54′ 13″ N, 0° 41′ 59″ O / 39.90351648°N,0.69968003°O | 12.07.022-008 | Carregueu una nova foto d'aquest monument                                                                                                 |
| Neveres de la Bellida o ventisquer de la Buitreta | BRL etnològic |                                                      | Begís                                                             |                                                          | 12.07.022-009 | Carregueu una nova foto d'aquest monument                                                                                                 |
| Neveres de la Juliana                             | BRL etnològic |                                                      | Begís                                                             |                                                          | 12.07.022-010 | Carregueu una nova foto d'aquest monument                                                                                                 |
| Fàbrica de Llum                                   | BRL etnològic |                                                      | Begís                                                             | 39° 55′ 04″ N, 0° 42′ 49″ O / 39.91787599°N,0.71355721°O | 12.07.022-011 | Carregueu una nova foto d'aquest monument                                                                                                 |
| Mines                                             | BRL etnològic |                                                      | Begís                                                             | 39° 55′ 36″ N, 0° 43′ 54″ O / 39.92671°N,0.731762°O      | 12.07.022-012 | Carregueu una nova foto d'aquest monument                                                                                                 |
| Pont de la carretera Begís-Arteas                 | BRL           |                                                      | Begís                                                             | 39° 54′ 17″ N, 0° 43′ 20″ O / 39.904757°N,0.72217°O      | 12.07.022-013 | Carregueu una nova foto d'aquest monument                                                                                                 |
| Séquia del Poble                                  | BRL etnològic |                                                      | Begís                                                             | 39° 54′ 37″ N, 0° 42′ 45″ O / 39.910152°N,0.712505°O     | 12.07.022-014 | Carregueu una nova foto d'aquest monument                                                                                                 |
| Nucli històric tradicional                        | BRL           |                                                      | Begís                                                             | 39° 54′ 35″ N, 0° 42′ 29″ O / 39.909722°N,0.708056°O     | 12.07.022-025 | Nucli històric tradicional (Begís) · Carregueu una nova foto d'aquest monument                                                            |

## Benafer
| Monument                             | Prot.? | Estil/època | Localització      | Coordenades                                          | Codi?         | Imatge |
| ------------------------------------ | ------ | ----------- | ----------------- | ---------------------------------------------------- | ------------- | --- |
| Ermita Sant Roc                      | BRL    |             | Benafer           | 39° 56′ 21″ N, 0° 34′ 42″ O / 39.939258°N,0.578327°O | 12.07.024-002 | Ermita Sant Roc (Benafer) · Vegeu més fotos d'aquest monument · Carregueu una nova foto d'aquest monument                      |
| Església parroquial de Sant Salvador | BRL    | S.XVII      | Benafer Pl. Nueva | 39° 56′ 05″ N, 0° 34′ 38″ O / 39.934736°N,0.577168°O | 12.07.024-001 | Església parroquial de Sant Salvador (Benafer) · Vegeu més fotos d'aquest monument · Carregueu una nova foto d'aquest monument |

## Castellnou
| Monument                            | Prot.? | Estil/època           | Localització                        | Coordenades                                          | Codi?         | Imatge |
| ----------------------------------- | ------ | --------------------- | ----------------------------------- | ---------------------------------------------------- | ------------- | --- |
| Castell i Muralles de Castellnou    | BIC    | Arquitectura medieval | Castellnou Tossal de Sant Cristòfol | 39° 51′ 36″ N, 0° 27′ 26″ O / 39.860083°N,0.457258°O | RI-51-0010718 | Castell i Muralles de Castellnou · Vegeu més fotos d'aquest monument · Carregueu una nova foto d'aquest monument                 |
| Torre del Mal Paso                  | BIC    |                       | Castellnou Pujol pròxim al municipi | 39° 52′ 11″ N, 0° 28′ 24″ O / 39.869729°N,0.473442°O | RI-51-0010749 | Carregueu una nova foto d'aquest monument                                                                                        |
| Ermita Sant Antoni de Pàdua         | BRL    | S.XVIII               | Castellnou Turó de San Cristóbal    | 39° 51′ 56″ N, 0° 27′ 26″ O / 39.865512°N,0.457220°O | 12.07.039-004 | Ermita Sant Antoni de Pàdua (Castellnou) · Vegeu més fotos d'aquest monument · Carregueu una nova foto d'aquest monument         |
| Ermita Sant Cristòfol               | BRL    |                       | Castellnou Turó de San Cristóbal    | 39° 52′ 05″ N, 0° 27′ 33″ O / 39.868049°N,0.459194°O | 12.07.039-003 | Ermita Sant Cristòfol (Castellnou) · Vegeu més fotos d'aquest monument · Carregueu una nova foto d'aquest monument               |
| Església parroquial dels Sants Reis | BRL    | S.XVII; S.XVIII       | Castellnou Pl. de la Iglesia, 5     | 39° 51′ 39″ N, 0° 27′ 24″ O / 39.86095°N,0.456747°O  | 12.07.039-001 | Església parroquial dels Sants Reis (Castellnou) · Vegeu més fotos d'aquest monument · Carregueu una nova foto d'aquest monument |

## Caudiel
| Monument            | Prot.? | Estil/època           | Localització                      | Coordenades                                          | Codi?         | Imatge                                                                                                   |
| ------------------- | ------ | --------------------- | --------------------------------- | ---------------------------------------------------- | ------------- | --- |
| Torre del Molí      | BIC    | Arquitectura medieval | Caudiel Als afores de la població | 39° 57′ 12″ N, 0° 34′ 25″ O / 39.953454°N,0.573606°O | RI-51-0010794 | Torre del Molí (Caudiel) · Vegeu més fotos d'aquest monument · Carregueu una nova foto d'aquest monument |
| Muralles de Caudiel | BIC    |                       | Caudiel                           | 39° 56′ 47″ N, 0° 34′ 01″ O / 39.946458°N,0.567044°O | 12.07.043-003 | Carregueu una nova foto d'aquest monument                                                                |

## Figueres
| Monument                           | Prot.? | Estil/època | Localització               | Coordenades                                               | Codi?         | Imatge                                    |
| ---------------------------------- | ------ | ----------- | -------------------------- | --------------------------------------------------------- | ------------- | ----------------------------------------- |
| Església parroquial de Santa Maria | BRL    |             | Figueres Pl. de la Iglesia | 39° 59′ 01″ N, 0° 30′ 11″ O / 39.98361111°N,0.503055556°O | 12.07.069-001 | Carregueu una nova foto d'aquest monument |

## Gaibiel
| Monument           | Prot.? | Estil/època           | Localització                            | Coordenades                                          | Codi?         | Imatge                                                                                                  |
| ------------------ | ------ | --------------------- | --------------------------------------- | ---------------------------------------------------- | ------------- | --- |
| Castell de Gaibiel | BIC    | Arquitectura medieval | Gaibiel                                 | 39° 55′ 26″ N, 0° 29′ 43″ O / 39.92387°N,0.495241°O  | 12.07.065-003 | Castell de Gaibiel · Vegeu més fotos d'aquest monument · Carregueu una nova foto d'aquest monument      |
| Torre de Dalt      | BIC    | Arquitectura medieval | Gaibiel Turó sobre la rambla de Gaibiel | 39° 55′ 48″ N, 0° 29′ 19″ O / 39.929894°N,0.488665°O | 12.07.065-004 | Torre de Dalt (Gaibiel) · Vegeu més fotos d'aquest monument · Carregueu una nova foto d'aquest monument |

## Geldo
| Monument                                                 | Prot.? | Estil/època     | Localització                      | Coordenades                                          | Codi?         | Imatge |
| -------------------------------------------------------- | ------ | --------------- | --------------------------------- | ---------------------------------------------------- | ------------- | --- |
| Castell Palau de Geldo                                   | BIC    |                 | Geldo Al nucli urbà               | 39° 50′ 14″ N, 0° 27′ 59″ O / 39.837104°N,0.466447°O | RI-51-0011228 | Castell Palau de Geldo · Vegeu més fotos d'aquest monument · Carregueu una nova foto d'aquest monument                                           |
| Església parroquial de la Mare de Déu de la Misericòrdia | BRL    | S.XVII; S.XVIII | Geldo Pl. Don Antonio Ferrer Díaz | 39° 50′ 14″ N, 0° 28′ 00″ O / 39.837170°N,0.466715°O | 12.07.067-001 | Església parroquial de la Mare de Déu de la Misericòrdia (Geldo) · Vegeu més fotos d'aquest monument · Carregueu una nova foto d'aquest monument |

## Matet
| Monument                                  | Prot.? | Estil/època                | Localització                  | Coordenades                                          | Codi?         | Imatge |
| ----------------------------------------- | ------ | -------------------------- | ----------------------------- | ---------------------------------------------------- | ------------- | --- |
| Torre del Pilón                           | BIC    | Arquitectura islàmica S.XI | Matet Turó de Matet           | 39° 56′ 19″ N, 0° 28′ 07″ O / 39.938625°N,0.46866°O  | RI-51-0009951 | Torre del Pilón (Matet) · Vegeu més fotos d'aquest monument · Carregueu una nova foto d'aquest monument                           |
| Ermita de Santa Bàrbara i Calvari         | BRL    |                            | Matet Junt al carrer de l'Era | 39° 56′ 18″ N, 0° 28′ 01″ O / 39.938283°N,0.467042°O | 12.07.076-005 | Ermita de Santa Bàrbara i Calvari (Matet) · Carregueu una nova foto d'aquest monument                                             |
| Església parroquial de Sant Joan Baptista | BRL    | S.XVIII                    | Matet Pl. de l'Església       | 39° 56′ 15″ N, 0° 28′ 07″ O / 39.937501°N,0.468603°O | 12.07.076-001 | Església parroquial de Sant Joan Baptista (Matet) · Vegeu més fotos d'aquest monument · Carregueu una nova foto d'aquest monument |

## Navaixes
| Monument                                         | Prot.? | Estil/època           | Localització                   | Coordenades                                          | Codi?         | Imatge |
| ------------------------------------------------ | ------ | --------------------- | ------------------------------ | ---------------------------------------------------- | ------------- | --- |
| Torre Altomira                                   | BIC    | Arquitectura medieval | Navaixes Propera a la població | 39° 52′ 23″ N, 0° 30′ 33″ O / 39.873134°N,0.509097°O | RI-51-0010908 | Torre Altomira (Navaixes) · Vegeu més fotos d'aquest monument · Carregueu una nova foto d'aquest monument                                   |
| Església parroquial de la Mare de Déu de la Llum | BRL    |                       | Navaixes Pl. de l'Església, 1  | 39° 52′ 43″ N, 0° 30′ 26″ O / 39.878498°N,0.507238°O | 12.07.081-001 | Església parroquial de la Mare de Déu de la Llum (Navaixes) · Vegeu més fotos d'aquest monument · Carregueu una nova foto d'aquest monument |
| Nucli històric tradicional                       | BRL    |                       | Navaixes                       |                                                      | 12.07.081-003 | Nucli històric tradicional (Navaixes) · Vegeu més fotos d'aquest monument · Carregueu una nova foto d'aquest monument                       |
| Nucli històric tradicional - Eixample            | BRL    |                       | Navaixes                       |                                                      | 12.07.081-004 | Nucli històric tradicional - Eixample (Navaixes) · Vegeu més fotos d'aquest monument · Carregueu una nova foto d'aquest monument            |

## Pavies
| Monument                              | Prot.? | Estil/època | Localització             | Coordenades                                          | Codi?         | Imatge                                    |
| ------------------------------------- | ------ | ----------- | ------------------------ | ---------------------------------------------------- | ------------- | ----------------------------------------- |
| Església parroquial de Santa Caterina | BRL    | S.XVIII     | Pavies Pl. de la Iglesia | 39° 58′ 23″ N, 0° 28′ 55″ O / 39.973056°N,0.481944°O | 12.07.088-001 | Carregueu una nova foto d'aquest monument |

## Pina
| Monument                          | Prot.? | Estil/època | Localització     | Coordenades                                               | Codi?         | Imatge |
| --------------------------------- | ------ | ----------- | ---------------- | --------------------------------------------------------- | ------------- | --- |
| Torre del Prospinal               | BIC    | S.IV-II aC  | Pina Foia Huguet | 40° 00′ 07″ N, 0° 39′ 38″ O / 40.001931°N,0.66065°O       | RI-51-0010527 | Carregueu una nova foto d'aquest monument                                                                               |
| Restes del castell                | BIC    |             | Pina Foia Huguet | 40° 01′ 19″ N, 0° 39′ 21″ O / 40.021971°N,0.65594°O       | 12.07.090-004 | Restes del castell (Pina) · Carregueu una nova foto d'aquest monument                                                   |
| Ermita de Santa Bàrbara           | BRL    |             | Pina             | 40° 01′ 44″ N, 0° 37′ 43″ O / 40.028797°N,0.628603°O      | 12.07.090-005 | Carregueu una nova foto d'aquest monument                                                                               |
| Ermita de la Verge de Vallada     | BRL    | Gòtic       | Pina             | 39° 59′ 56″ N, 0° 41′ 27″ O / 39.99888889°N,0.690833333°O | 12.07.090-002 | Carregueu una nova foto d'aquest monument                                                                               |
| Ermita de la Verge de Gràcia      | BRL    |             | Pina             | 40° 00′ 57″ N, 0° 38′ 53″ O / 40.0158333°N,0.64805556°O   | 12.07.090-006 | Ermita de la Verge de Gràcia (Pina) · Carregueu una nova foto d'aquest monument                                         |
| Església fortificada del Salvador | BRL    |             | Pina             | 40° 01′ 17″ N, 0° 39′ 20″ O / 40.021434°N,0.655666°O      | 12.07.090-001 | Església parroquial del Salvador (Pina) · Vegeu més fotos d'aquest monument · Carregueu una nova foto d'aquest monument |

## Sogorb
| Monument                                                                          | Prot.?        | Estil/època                                       | Localització                                      | Coordenades                                          | Codi?         | Imatge |
| --------------------------------------------------------------------------------- | ------------- | ------------------------------------------------- | ------------------------------------------------- | ---------------------------------------------------- | ------------- | --- |
| Castell, aqüeducte i muralles                                                     | BIC           | Arquitectura medieval S.XIV                       | Sogorb                                            | 39° 51′ 11″ N, 0° 29′ 26″ O / 39.852957°N,0.490646°O | RI-51-0011039 | Castell, aqüeducte i muralles (Sogorb) · Vegeu més fotos d'aquest monument · Carregueu una nova foto d'aquest monument                                  |
| Santa Església Catedral Basílica de Santa Maria de l'Assumpció                    | BIC           | Gòtic - Neoclassicisme S.XV; S.XVI; S.XVIII       | Sogorb C. de Sant Cristòfol, 4 - c. de Colón, 30  | 39° 51′ 08″ N, 0° 29′ 18″ O / 39.852278°N,0.48825°O  | RI-51-0009270 | Santa Església Catedral Basílica de Santa Maria de l'Assumpció (Sogorb) · Vegeu més fotos d'aquest monument · Carregueu una nova foto d'aquest monument |
| Conjunt històric de Sogorb                                                        | BIC           |                                                   | Sogorb Intramurs                                  | 39° 51′ 11″ N, 0° 29′ 11″ O / 39.853056°N,0.486389°O | RI-53-0000565 | Conjunt històric de Sogorb · Vegeu més fotos d'aquest monument · Carregueu una nova foto d'aquest monument                                              |
| Masia de la Rodana                                                                | BIC           |                                                   | Sogorb Camí a Gàtova                              | 39° 48′ 36″ N, 0° 30′ 51″ O / 39.81012°N,0.51413°O   | 12.07.104-024 | Carregueu una nova foto d'aquest monument |
| Seminari                                                                          | BRL           |                                                   | Sogorb C. Camarón, 2 i C. Valencia, 7             | 39° 51′ 06″ N, 0° 29′ 16″ O / 39.851528°N,0.487714°O | 12.07.104-001 | Seminari (Sogorb) · Vegeu més fotos d'aquest monument · Carregueu una nova foto d'aquest monument                                                       |
| Església del Seminari o Església dels Jesuïtes                                    | BRL           | Barroc S.XVIII                                    | Sogorb C. Colón, 13, 15 i 17                      | 39° 51′ 06″ N, 0° 29′ 15″ O / 39.851770°N,0.487625°O | 12.07.104-002 | Església del Seminari (Sogorb) · Vegeu més fotos d'aquest monument · Carregueu una nova foto d'aquest monument                                          |
| Església parroquial de Santa Maria o Església dels Pares Dominics                 | BRL           | S.XVII (1612)                                     | Sogorb C. Colón, 63                               | 39° 51′ 08″ N, 0° 29′ 24″ O / 39.852334°N,0.489871°O | 12.07.104-003 | Església parroquial de Santa Maria (Sogorb) · Vegeu més fotos d'aquest monument · Carregueu una nova foto d'aquest monument                             |
| Església parroquial de Sant Pere                                                  | BRL           | Arquitectura medieval S.XIII (1247); S.XVI; S.XIX | Sogorb C. Gracia, 2                               | 39° 51′ 09″ N, 0° 29′ 09″ O / 39.852508°N,0.485705°O | 12.07.104-004 | Església parroquial de Sant Pere (Sogorb) · Vegeu més fotos d'aquest monument · Carregueu una nova foto d'aquest monument                               |
| Església de Sant Joaquim i Santa Anna, antic Convent de Mercedaris                | BRL           | Barroc, rococó S.XVII (1695)                      | Sogorb C. Santa Ana                               | 39° 51′ 12″ N, 0° 29′ 09″ O / 39.853229°N,0.485759°O | 12.07.104-005 | Església de Sant Joaquim i Santa Anna (Sogorb) · Vegeu més fotos d'aquest monument · Carregueu una nova foto d'aquest monument                          |
| Església i convent de Sant Francesc d'Assís, antic Convent dels Pares Franciscans | BRL           | Historicista, neogòtic S.XX (c.a. 1910)           | Sogorb C. Fray Bonifacio Ferrer, 3                | 39° 50′ 59″ N, 0° 29′ 33″ O / 39.849755°N,0.492453°O | 12.07.104-006 | Església i convent de Sant Francesc d'Assís (Sogorb) · Vegeu més fotos d'aquest monument · Carregueu una nova foto d'aquest monument                    |
| Església de la Mare de Déu de la Cova Santa                                       | BRL           |                                                   | Sogorb                                            |                                                      | 12.07.104-007 | Carregueu una nova foto d'aquest monument |
| Ermita de Sant Antoni Abat                                                        | BRL           | S.XVII                                            | Sogorb C. de la Torre, 5                          | 39° 51′ 10″ N, 0° 29′ 24″ O / 39.8527778°N,0.49°O    | 12.07.104-009 | Ermita de Sant Antoni Abat (Sogorb) · Vegeu més fotos d'aquest monument · Carregueu una nova foto d'aquest monument                                     |
| Església de Sant Martí o Església Convent Monges Agustines de Sant Martí          | BRL           | Barroc S.XVII (1620)                              | Sogorb Pl. de las Monjas                          | 39° 51′ 12″ N, 0° 29′ 19″ O / 39.853299°N,0.488570°O | 12.07.104-010 | Església de Sant Martí (Sogorb) · Vegeu més fotos d'aquest monument · Carregueu una nova foto d'aquest monument                                         |
| Ajuntament de Sogorb                                                              | BRL           | S.XVI; transformat S.XX (1945)                    | Sogorb Pl. del Agua Limpia                        | 39° 51′ 05″ N, 0° 29′ 22″ O / 39.851355°N,0.489466°O | 12.07.104-013 | Ajuntament (Sogorb) · Vegeu més fotos d'aquest monument · Carregueu una nova foto d'aquest monument                                                     |
| Ermita del Santíssim Crist de l'Amor                                              | BRL           |                                                   | Sogorb                                            |                                                      | 12.07.104-014 | Carregueu una nova foto d'aquest monument |
| Ermita de la Verge de l'Esperança i convent de Jerònims                           | BRL           | Barroc S.XIV; S.XVI; S.XIX; S.XX                  | Sogorb                                            | 39° 52′ 02″ N, 0° 30′ 25″ O / 39.867356°N,0.506903°O | 12.07.104-015 | Ermita Verge de l'Esperança i convent de Jerònims (Sogorb) · Vegeu més fotos d'aquest monument · Carregueu una nova foto d'aquest monument              |
| Font de l'Agua Limpia                                                             | BRL etnològic |                                                   | Sogorb Pl. Agua Limpia                            |                                                      | 12.07.104-016 | Font de l'Agua Limpia (Sogorb) · Carregueu una nova foto d'aquest monument                                                                              |
| Casa de la Misericòrdia, antic hospital                                           | BRL           | S: XVIII (1786)                                   | Sogorb C. Fray Bonifacio Ferrer, 5                | 39° 50′ 59″ N, 0° 29′ 34″ O / 39.849728°N,0.492808°O | 12.07.104-017 | Casa de la Misericòrdia (Sogorb) · Vegeu més fotos d'aquest monument · Carregueu una nova foto d'aquest monument                                        |
| Museu Municipal, o jutjat i presó                                                 | BRL           | S. XVIII (1792)                                   | Sogorb C. Colón, 8                                | 39° 51′ 11″ N, 0° 29′ 25″ O / 39.852993°N,0.490332°O | 12.07.104-018 | Museu Municipal (Sogorb) · Vegeu més fotos d'aquest monument · Carregueu una nova foto d'aquest monument                                                |
| Casa senyorial de la plaça de San Pedro, 14 i carrer Cueva Santa, 8               | BRL           | S. XVI                                            | Sogorb Pl. de San Pedro, 14 i c. Cueva Santa, 8   | 39° 51′ 09″ N, 0° 29′ 11″ O / 39.852444°N,0.486522°O | 12.07.104-019 | Casa senyorial plaça de San Pedro, 14 i carrer Cueva Santa, 8 (Sogorb) · Vegeu més fotos d'aquest monument · Carregueu una nova foto d'aquest monument  |
| Casa senyorial plaça de las Ánimas, 21-25                                         | BRL           | S.XVIII (Reformada)                               | Sogorb Pl. de las Ánimas, 21, 23 i 25             | 39° 51′ 12″ N, 0° 29′ 07″ O / 39.853441°N,0.485213°O | 12.07.104-020 | Casa senyorial plaça de las Ánimas, 21-25 (Sogorb) · Vegeu més fotos d'aquest monument · Carregueu una nova foto d'aquest monument                      |
| Pavelló i jardí                                                                   | BRL           | S. XIX (1900)                                     | Sogorb C. Fray Bonifacio Ferrer, 18 i c. Monte, 1 | 39° 51′ 01″ N, 0° 29′ 32″ O / 39.850165°N,0.492172°O | 12.07.104-021 | Pavelló i jardí (Sogorb) · Carregueu una nova foto d'aquest monument                                                                                    |
| Casa en la plaça de les Monges                                                    | BRL           |                                                   | Sogorb Pl. de las Monjas, 8                       | 39° 51′ 12″ N, 0° 29′ 18″ O / 39.853241°N,0.488434°O | 12.07.104-022 | Casa en la plaça de les Monges (Sogorb) · Vegeu més fotos d'aquest monument · Carregueu una nova foto d'aquest monument                                 |
| Font de la Cova Santa                                                             | BRL etnològic |                                                   | Sogorb Pl. Cova Santa                             | 39° 51′ 07″ N, 0° 29′ 13″ O / 39.852°N,0.487°O       | 12.07.104-023 | Font de la Cova Santa (Sogorb) · Vegeu més fotos d'aquest monument · Carregueu una nova foto d'aquest monument                                          |

## Soneixa
| Monument                                                 | Prot.? | Estil/època       | Localització                          | Coordenades                                          | Codi?         | Imatge |
| -------------------------------------------------------- | ------ | ----------------- | ------------------------------------- | ---------------------------------------------------- | ------------- | --- |
| Muralla carlista de Soneixa                              | BIC    | S.XIX (1839-1840) | Soneixa C. de la Parra i C. Almedíjar | 39° 49′ 02″ N, 0° 25′ 43″ O / 39.817222°N,0.428611°O | 12.07.106-007 | Muralla Carlista de Soneixa · Vegeu més fotos d'aquest monument · Carregueu una nova foto d'aquest monument                                         |
| Església parroquial de Sant Miquel Arcàngel              | BRL    |                   | Soneixa                               | 39° 49′ 03″ N, 0° 25′ 43″ O / 39.817476°N,0.428502°O | 12.07.106-001 | Església parroquial de Sant Miquel Arcàngel (Soneixa) · Vegeu més fotos d'aquest monument · Carregueu una nova foto d'aquest monument               |
| Ermita del Crist de la Providència                       | BRL    |                   | Soneixa                               | 39° 48′ 55″ N, 0° 26′ 02″ O / 39.815319°N,0.433826°O | 12.07.106-002 | Ermita del Crist de la Providència (Soneixa) · Vegeu més fotos d'aquest monument · Carregueu una nova foto d'aquest monument                        |
| Ermita de Sant Francesc Xavier                           | BRL    |                   | Soneixa                               | 39° 48′ 59″ N, 0° 25′ 34″ O / 39.816369°N,0.426227°O | 12.07.106-003 | Ermita de Sant Francesc Xavier (Soneixa) · Vegeu més fotos d'aquest monument · Carregueu una nova foto d'aquest monument                            |
| Nucli històric tradicional                               | BRL    |                   | Soneixa                               | 39° 49′ 02″ N, 0° 25′ 49″ O / 39.817222°N,0.430278°O | 12.07.106-004 | Nucli històric tradicional (Soneixa) · Carregueu una nova foto d'aquest monument                                                                    |
| Campanar de l'Església de Sant Miquel Arcàngel (Soneixa) | BRL    |                   | Soneixa                               | 39° 49′ 03″ N, 0° 25′ 42″ O / 39.817497°N,0.428433°O | 12.07.106-006 | Campanar de l'església parroquial de Sant Miquel Arcàngel (Soneixa) · Vegeu més fotos d'aquest monument · Carregueu una nova foto d'aquest monument |

## Sot de Ferrer
| Monument                                        | Prot.? | Estil/època               | Localització                         | Coordenades                                          | Codi?         | Imatge |
| ----------------------------------------------- | ------ | ------------------------- | ------------------------------------ | ---------------------------------------------------- | ------------- | --- |
| Castell-Palau del Senyor                        | BIC    | Gòtic S.XIII; S.XIV; S.XV | Sot de Ferrer Plaça de l'Església, 4 | 39° 48′ 19″ N, 0° 24′ 46″ O / 39.80518°N,0.412688°O  | RI-51-0010671 | Castell-Palau del Senyor (Sot de Ferrer) · Vegeu més fotos d'aquest monument · Carregueu una nova foto d'aquest monument                       |
| Ermita de Sant Antoni i Calvari (Sot de Ferrer) | BRL    | Barroc S.XVII             | Sot de Ferrer                        | 39° 48′ 30″ N, 0° 24′ 36″ O / 39.808384°N,0.409960°O | 12.07.107-002 | Ermita de Sant Antoni i Calvari (Sot de Ferrer) · Vegeu més fotos d'aquest monument · Carregueu una nova foto d'aquest monument                |
| Església parroquial de la Immaculada Concepció  | BRL    |                           | Sot de Ferrer Pl. de l'Església      | 39° 48′ 19″ N, 0° 24′ 45″ O / 39.805330°N,0.412368°O | 12.07.107-004 | Església parroquial de la Immaculada Concepció (Sot de Ferrer) · Vegeu més fotos d'aquest monument · Carregueu una nova foto d'aquest monument |

## Teresa
| Monument                                             | Prot.? | Estil/època | Localització | Coordenades                                          | Codi?         | Imatge |
| ---------------------------------------------------- | ------ | ----------- | ------------ | ---------------------------------------------------- | ------------- | --- |
| Església de l'Assumpció                              | BRL    |             | Teresa       | 39° 54′ 02″ N, 0° 39′ 28″ O / 39.900465°N,0.657733°O | 12.07.110-002 | Església de l'Assumpció (Teresa) · Vegeu més fotos d'aquest monument · Carregueu una nova foto d'aquest monument                              |
| Església parroquial de la Mare de Déu de l'Esperança | BRL    |             | Teresa       | 39° 54′ 02″ N, 0° 39′ 28″ O / 39.900434°N,0.657688°O | 12.07.110-001 | Església parroquial de la Mare de Déu de l'Esperança (Teresa) · Vegeu més fotos d'aquest monument · Carregueu una nova foto d'aquest monument |

## Toràs
| Monument                              | Prot.? | Estil/època | Localització            | Coordenades                                          | Codi?         | Imatge |
| ------------------------------------- | ------ | ----------- | ----------------------- | ---------------------------------------------------- | ------------- | --- |
| Església parroquial de Santa Quitèria | BRL    |             | Toràs Pl. de l'Església | 39° 55′ 10″ N, 0° 41′ 11″ O / 39.919479°N,0.686345°O | 12.07.114-001 | Església parroquial de Santa Quitèria (Toràs) · Modifica el valor a Wikidata · Carregueu una nova foto d'aquest monument |

## El Toro
| Monument                                          | Prot.?        | Estil/època           | Localització                               | Coordenades                                          | Codi?         | Imatge |
| ------------------------------------------------- | ------------- | --------------------- | ------------------------------------------ | ---------------------------------------------------- | ------------- | --- |
| Ajuntament                                        | BIC           | S.XVI (1576)          | El Toro Pl. de l'Església, 11              | 39° 58′ 57″ N, 0° 44′ 55″ O / 39.982435°N,0.748538°O | RI-51-0011390 | Ajuntament (el Toro) · Vegeu més fotos d'aquest monument · Carregueu una nova foto d'aquest monument                                        |
| Castell                                           | BIC           | Arquitectura medieval | El Toro Turó elevat que domina la població | 39° 59′ 00″ N, 0° 45′ 02″ O / 39.983227°N,0.750509°O | RI-51-0011423 | Castell (el Toro) · Vegeu més fotos d'aquest monument · Carregueu una nova foto d'aquest monument                                           |
| Església parroquial de Nostra Senyora dels Àngels | BRL           | S.XVII                | El Toro Pl. de l'Església                  | 39° 58′ 58″ N, 0° 44′ 56″ O / 39.982653°N,0.748841°O | 12.07.115-001 | Església parroquial de Nostra Senyora dels Àngels (el Toro) · Vegeu més fotos d'aquest monument · Carregueu una nova foto d'aquest monument |
| Ermita de Sant Roc                                | BRL           | S.XIV; S.XVII         | El Toro                                    | 39° 58′ 49″ N, 0° 45′ 22″ O / 39.980338°N,0.756247°O | 12.07.115-002 | Ermita de Sant Roc (el Toro) · Vegeu més fotos d'aquest monument · Carregueu una nova foto d'aquest monument                                |
| Aldea del Molinar                                 | BRL etnològic |                       | El Toro                                    | 39° 56′ 01″ N, 0° 44′ 19″ O / 39.933611°N,0.738611°O | 12.07.115-006 | Carregueu una nova foto d'aquest monument                                                                                                   |

## La Vall d'Almonesir
| Monument                            | Prot.? | Estil/època                   | Localització                                  | Coordenades                                          | Codi?         | Imatge |
| ----------------------------------- | ------ | ----------------------------- | --------------------------------------------- | ---------------------------------------------------- | ------------- | --- |
| Castell d'Almonesir                 | BIC    | Arquitectura medieval         | La Vall d'Almonesir Turó proper a la població | 39° 54′ 17″ N, 0° 26′ 48″ O / 39.904622°N,0.446696°O | RI-51-0011000 | Castell d'Almonesir (la Vall d'Almonesir) · Vegeu més fotos d'aquest monument · Carregueu una nova foto d'aquest monument                 |
| Església parroquial de la Concepció | BRL    | Barroc, neoclassicisme S.XVII | La Vall d'Almonesir Pl. de l'Església         | 39° 54′ 14″ N, 0° 27′ 23″ O / 39.903951°N,0.456442°O | 12.07.125-001 | Església parroquial de la Concepció (la Vall d'Almonesir) · Vegeu més fotos d'aquest monument · Carregueu una nova foto d'aquest monument |

## Viver
| Monument                                                           | Prot.? | Estil/època   | Localització                                           | Coordenades                                            | Codi?         | Imatge |
| ------------------------------------------------------------------ | ------ | ------------- | ------------------------------------------------------ | ------------------------------------------------------ | ------------- | --- |
| Torre del Riu                                                      | BIC    |               | Viver Prop del riu Palància a la Partida de la Torre   | 39° 54′ 36″ N, 0° 36′ 00″ O / 39.910105°N,0.599885°O   | RI-51-0011059 | Torre del Riu (Viver) · Vegeu més fotos d'aquest monument · Carregueu una nova foto d'aquest monument                                   |
| Torre ibera de Ragudo                                              | BIC    |               | Viver prop de les conegudes com a "Cuestas del Ragudo" | 39° 58′ 22″ N, 0° 39′ 11″ O / 39.972730°N,0.653172°O   | 12.07.140-004 | Torre ibera de Ragudo (Viver) · Carregueu una nova foto d'aquest monument                                                               |
| Ermita de Santa Bàrbara                                            | BRL    |               | Viver                                                  | 39° 55′ 20″ N, 0° 35′ 48″ O / 39.9221692°N,0.5967869°O | 12.07.140-005 | Ermita de Santa Bàrbara (Viver) · Vegeu més fotos d'aquest monument · Carregueu una nova foto d'aquest monument                         |
| Església de Sant Francesc de Paula, antic Convent de Sant Francesc | BRL    | barroc S.XVII | Viver Av. San Francisco, 1                             | 39° 55′ 13″ N, 0° 35′ 44″ O / 39.920319°N,0.595654°O   | 12.07.140-002 | Església de Sant Francesc de Paula (Viver) · Vegeu més fotos d'aquest monument · Carregueu una nova foto d'aquest monument              |
| Església parroquial de la Mare de Déu de Gràcia                    | BRL    |               | Viver                                                  | 39° 55′ 16″ N, 0° 35′ 49″ O / 39.921208°N,0.596833°O   | 12.07.140-001 | Església parroquial de la Mare de Déu de Gràcia (Viver) · Vegeu més fotos d'aquest monument · Carregueu una nova foto d'aquest monument |

## Xèrica
| Monument                                                                | Prot.?        | Estil/època                                | Localització                                 | Coordenades                                          | Codi?         | Imatge |
| ----------------------------------------------------------------------- | ------------- | ------------------------------------------ | -------------------------------------------- | ---------------------------------------------------- | ------------- | --- |
| Castell, ermita de San Roc o de Santa Àgueda la Vella i cintes muràries | BIC           | Arquitectura medieval S.XIV; S.XV; S.XVI   | Xèrica                                       | 39° 54′ 37″ N, 0° 34′ 19″ O / 39.910301°N,0.571829°O | RI-51-0011455 | Castell, ermita de San Roc i cintes muràries (Xèrica) · Vegeu més fotos d'aquest monument · Carregueu una nova foto d'aquest monument     |
| Torre Mudèjar de les Campanes o de l'Alcúdia                            | BIC           | Arquitectura clàssica - Renaixement S.XVII | Xèrica                                       | 39° 54′ 39″ N, 0° 34′ 19″ O / 39.910833°N,0.571944°O | RI-51-0004372 | Torre Mudèjar de les Campanes (Xèrica) · Vegeu més fotos d'aquest monument · Carregueu una nova foto d'aquest monument                    |
| Torre de la Mola                                                        | BIC           |                                            | Xèrica Al sud del poble                      | 39° 54′ 30″ N, 0° 34′ 26″ O / 39.908432°N,0.573861°O | 12.07.071-010 | Torre de la Mola (Xèrica) · Modifica el valor a Wikidata · Carregueu una nova foto d'aquest monument                                      |
| Creu Coberta                                                            | BIC           |                                            | Xèrica                                       | 39° 53′ 51″ N, 0° 33′ 21″ O / 39.897594°N,0.555772°O | 12.07.071-015 | Creu Coberta (Xèrica) · Carregueu una nova foto d'aquest monument                                                                         |
| Conjunt històric de Xèrica                                              | BIC           |                                            | Xèrica Intramurs i ravals extramurs          | 39° 54′ 40″ N, 0° 34′ 18″ O / 39.911004°N,0.571709°O | RI-53-0000604 | Conjunt històric de Xèrica · Vegeu més fotos d'aquest monument · Carregueu una nova foto d'aquest monument                                |
| Església de la Sang de Crist                                            | BRL           | Neoclassicisme S.XVII- S.XVIII             | Xèrica C. Historiador Vayo - c. de la Cambra | 39° 54′ 43″ N, 0° 34′ 17″ O / 39.912012°N,0.571482°O | 12.07.071-002 | Església de la Sang de Crist (Xèrica) · Vegeu més fotos d'aquest monument · Carregueu una nova foto d'aquest monument                     |
| Església parroquial de Sant Miquel de Novaliches                        | BRL           |                                            | Xèrica Novaliches                            | 39° 54′ 50″ N, 0° 32′ 51″ O / 39.913952°N,0.547503°O | 12.07.071-003 | Església parroquial de Sant Miquel de Novaliches (Xèrica) · Vegeu més fotos d'aquest monument · Carregueu una nova foto d'aquest monument |
| Ermita de Loreto                                                        | BRL           |                                            | Xèrica C. Loreto                             | 39° 54′ 49″ N, 0° 34′ 27″ O / 39.913481°N,0.574068°O | 12.07.071-004 | Ermita de Loreto (Xèrica) · Vegeu més fotos d'aquest monument · Carregueu una nova foto d'aquest monument                                 |
| Església parroquial de la Mare de Déu de Gràcia                         | BRL           |                                            | Xèrica                                       |                                                      | 12.07.071-007 | Carregueu una nova foto d'aquest monument                                                                                                 |
| Ermita del Calvari                                                      | BRL           |                                            | Xèrica                                       | 39° 54′ 56″ N, 0° 34′ 09″ O / 39.915556°N,0.569167°O | 12.07.071-011 | Ermita del Calvari (Xèrica) · Vegeu més fotos d'aquest monument · Carregueu una nova foto d'aquest monument                               |
| Església de Santa Àgueda                                                | BRL           | S.XVIII                                    | Xèrica Pl. Hermano Mariano Rodríguez, 3      | 39° 54′ 37″ N, 0° 34′ 14″ O / 39.910156°N,0.570613°O | 12.07.071-012 | Església de Santa Àgueda (Xèrica) · Vegeu més fotos d'aquest monument · Carregueu una nova foto d'aquest monument                         |
| Font de Santa Àgueda                                                    | BRL etnològic |                                            | Xèrica                                       | 39° 54′ 46″ N, 0° 34′ 21″ O / 39.912714°N,0.572558°O | 12.07.071-013 | Font de Santa Àgueda (Xèrica) · Vegeu més fotos d'aquest monument · Carregueu una nova foto d'aquest monument                             |
| Antic convent dels Socors                                               | BRL           | Renaixement, barroc S.XVI; S.XVIII (1750)  | Xèrica C. del Río                            | 39° 54′ 45″ N, 0° 34′ 23″ O / 39.912464°N,0.572968°O | 12.07.071-014 | Antic convent dels Socors (Xèrica) · Vegeu més fotos d'aquest monument · Carregueu una nova foto d'aquest monument                        |

## Xóvar
| Monument                          | Prot.? | Estil/època | Localització                                 | Coordenades                                          | Codi?         | Imatge |
| --------------------------------- | ------ | ----------- | -------------------------------------------- | ---------------------------------------------------- | ------------- | --- |
| Torre de Xóvar                    | BIC    |             | Xóvar Junt a la carretera d'Assuévar a Xóvar | 39° 50′ 41″ N, 0° 19′ 37″ O / 39.84463°N,0.327023°O  | 12.07.056-002 | Torre de Xóvar · Vegeu més fotos d'aquest monument · Carregueu una nova foto d'aquest monument                            |
| Església parroquial de Santa Anna | BRL    |             | Xóvar Pl. de l'Església                      | 39° 51′ 05″ N, 0° 19′ 16″ O / 39.851417°N,0.321055°O | 12.07.056-001 | Església parroquial de Santa Anna (Xóvar) · Vegeu més fotos d'aquest monument · Carregueu una nova foto d'aquest monument |